# شعار النبالة لمليلية
شعار النبالة لمليلية هو شعار النبالة للمدينة الإسبانية المستقلة مليلية .

## وصف
يتكون من شعارات بيت ميدينا سيدونيا ، وقد مُنحت بموجب المرسوم الملكي لألفونسو الثالث عشر في 11 مارس 1913،  وأقرها رئيس مجلس الوزراء، ألفارو دي فيغيروا، كونت رومانونيس . يستند الدرع على شعارات بيت ميدينا سيدونيا لأن خوان ألونسو بيريز دي غوزمان ، الدوق الثالث لميدينا سيدونيا، قاد الحملة التي احتلت المدينة .  الشعار الذي يُميز درع مدينة مليلية هو التالي:
يتضمن أيضاً دروعًا على خلفية من الأزرق، فيها قدران منقطة بـذهب وأحمر، وتخرج منها سبع ثعابين باللون الأخضر، موضوعة بشكل عمودي (على شكل شريط). 
ويُحيط به إطار بأسلحة قشتالة وليون، مكون من تسع قطع حمراء فيها قلاع ذهبية، تتناوب مع تسع قطع فضية فيها أسود حمراء.
كما يحمل شعارًا في الجزء العلوي، خلف قلعة طريفة، شريطًا مجنحًا يحمل العبارة: **"Praefere Patriam Liberis Parentem Decet"** (من اللائق تقديم الوطن على الأسرة).

## روابط خارجية
- Descripción del escudo de Melilla